# Bo z dziewczynami (utwór)
Bo z dziewczynami – piosenka Jerzego Połomskiego z albumu o tym samym tytule, wydana w 1973 roku.

## Opis
Utwór ten, który jest uznawany za jeden z największych przebojów Jerzego Połomskiego, został po raz pierwszy wykonany w 1973 roku na 11. Krajowym Festiwalu Piosenki w Opolu, na którym został nagrodzony III Nagrodą w konkursie Premier pierwszego dnia opolskiego festiwalu oraz Nagrodą Publiczności. W 1974 roku utwór wygrał w plebiscycie tygodnika Nowa Wieś na największy przebój 30-lecia PRL. Piosenkę zalicza się do grupy tzw. „evergreenów” – utworów, które nie odchodzą w zapomnienie mimo upływu lat.
W 2006 roku Jerzy Połomski nagrał nową wersję utworu wraz z zespołem Big Cyc, którą wykonali wspólnie na festiwalu TOPtrendy 2007 w Sopocie, a potem ponownie w 2013 roku podczas koncertu z okazji 25-lecia istnienia zespołu.
Utwór ukazał się również w ścieżce dźwiękowej filmach pt. Jack Strong oraz Dom zły, na kasetach i płytach takich jak m.in.: Złote przeboje (1981), Jak ten czas leci (1988), Moja młodość (1993), Złota kolekcja: Sentymentalny świat (1998), Galeria polskiej piosenki: Jerzy Połomski. Nie zapomnisz nigdy (1999), Platynowa kolekcja: Jerzy Połomski – Złote przeboje (1999), Bo z dziewczynami: Polskie perły (2003), The Best: Nie zapomnisz nigdy (2006), 40 piosenek Jerzego Połomskiego (2010), Najlepsze hity dla ciebie – polskie (2014), Najlepsze hity dla ciebie – polskie (2014), Najlepsze hity dla ciebie – polskie 4 (2017) oraz w 1973 roku dwukrotnie na pocztówce dźwiękowej: w pierwszej osobno, w drugiej wraz z utworem zespołu Partita pt. Dwa razy dwa.

## Pozycje na listach przebojów
| Kraj   | Notowanie (1973)                   | Pozycja |
| ------ | ---------------------------------- | ------- |
| Polska | Radiowa lista przebojów Programu I | 9       |
| Polska | Panorama                           | 4       |
| Kraj   | Notowanie (2007)                   | Pozycja |
| Polska | Polskie Radio Szczecin (SLiP)      | 45      |

## Nagrody
- 1973: III Nagroda w konkursie Premier na 11. Krajowym Festiwalu Piosenki Polskiej w Opolu
- 1973: Nagroda Publiczności na 11. Krajowym Festiwalu Piosenki Polskiej w Opolu
- 1974: Zwycięstwo w plebiscycie tygodnika Nowa Wieś na największy przebój 30-lecia PRL

## Inne wykonania
- Bobi – nagrał własną wersję w 2000 roku.
- Mandaryna – nagrała własną wersję w 2004 roku.
- Chór Libera – podczas 3. edycji programu Bitwa na głosy w 2012 roku.
- Studio Buffo – nagrał własną wersję w 2012 roku.
- Jakub Herfort – nagrał własną wersję w 2017 roku[10].
- Krzysztof Kwiatkowki – podczas 7. edycji programu Twoja twarz brzmi znajomo w 2017 roku[11].
- Leszcze – podczas koncertu Premier 55. KFPP w Opolu w 2018 roku[12].
- Adam Chrola – nagrał własną wersję w 2020 roku.
- Margo – nagrał własną wersję w 2020 roku[13].